# Монголия на пляжных Азиатских играх 2008
На Пляжных Азиатских играх 2008 года представлявшие Монголию спортсмены сумели завоевать 1 золотую медаль, что вывело монгольскую сборную на 19-е место в неофициальном командном зачёте.

## Медалисты
| Золото |                         |                              |
| №      | Спортсмены              | Вид спорта (дисциплина)      |
| 1      | Тумурхуугиин Энхамгалан | Пляжная борьба (свыше 85 кг) |